# Marguerite de Mol
Marguerite de Mol est une religieuse cistercienne qui fut la 25e abbesse de l'abbaye de la Cambre.

## Héraldique
d'or, à la croix de cinq losanges de gueules, cantonnée de vingt billettes de même, examinée en sautoir par cinq.